# Demigny
Demigny és un municipi francès, situat al departament de Saona i Loira i a la regió de Borgonya - Franc Comtat. L'any 2007 tenia 1.736 habitants.

## Demografia

### Població
El 2007 la població de fet de Demigny era de 1.736 persones. Hi havia 640 famílies, de les quals 120 eren unipersonals (48 homes vivint sols i 72 dones vivint soles), 204 parelles sense fills, 292 parelles amb fills i 24 famílies monoparentals amb fills.
La població ha evolucionat segons el següent gràfic:
Habitants censats

### Habitatges
El 2007 hi havia 736 habitatges, 655 eren l'habitatge principal de la família, 32 eren segones residències i 48 estaven desocupats. 667 eren cases i 65 eren apartaments. Dels 655 habitatges principals, 507 estaven ocupats pels seus propietaris, 137 estaven llogats i ocupats pels llogaters i 11 estaven cedits a títol gratuït; 7 tenien una cambra, 25 en tenien dues, 85 en tenien tres, 213 en tenien quatre i 325 en tenien cinc o més. 524 habitatges disposaven pel capbaix d'una plaça de pàrquing. A 237 habitatges hi havia un automòbil i a 379 n'hi havia dos o més.

### Piràmide de població
La piràmide de població per edats i sexe el 2009 era:
| Homes | Edats   | Dones |
| ----- | ------- | ----- |
| 0     | 95 o +  | 0     |
| 4     | 90 a 94 | 8     |
| 12    | 85 a 89 | 8     |
| 0     | 80 a 84 | 16    |
| 20    | 75 a 79 | 36    |
| 12    | 70 a 74 | 32    |
| 28    | 65 a 69 | 20    |
| 28    | 60 a 64 | 20    |
| 28    | 55 a 59 | 32    |
| 56    | 50 a 54 | 56    |
| 68    | 45 a 49 | 56    |
| 60    | 40 a 44 | 76    |
| 80    | 35 a 39 | 68    |
| 48    | 30 a 34 | 84    |
| 52    | 25 a 29 | 36    |
| 28    | 20 a 24 | 40    |
| 36    | 15 a 19 | 73    |
| 76    | 10 a 14 | 52    |
| 36    | 5 a 9   | 72    |
| 52    | 0 a 4   | 36    |

## Economia
El 2007 la població en edat de treballar era de 1.167 persones, 897 eren actives i 270 eren inactives. De les 897 persones actives 838 estaven ocupades (450 homes i 388 dones) i 59 estaven aturades (26 homes i 33 dones). De les 270 persones inactives 104 estaven jubilades, 74 estaven estudiant i 92 estaven classificades com a «altres inactius».

### Ingressos
El 2009 a Demigny hi havia 674 unitats fiscals que integraven 1.795,5 persones, la mediana anual d'ingressos fiscals per persona era de 18.663 €.

### Activitats econòmiques
Dels 63 establiments que hi havia el 2007, 2 eren d'empreses alimentàries, 4 d'empreses de fabricació d'altres productes industrials, 19 d'empreses de construcció, 10 d'empreses de comerç i reparació d'automòbils, 3 d'empreses de transport, 7 d'empreses d'hostatgeria i restauració, 2 d'empreses immobiliàries, 6 d'empreses de serveis, 6 d'entitats de l'administració pública i 4 d'empreses classificades com a «altres activitats de serveis».
Dels 21 establiments de servei als particulars que hi havia el 2009, 1 era una oficina de correu, 3 paletes, 4 guixaires pintors, 6 fusteries, 1 lampisteria, 2 electricistes, 1 perruqueria, 2 restaurants i 1 saló de bellesa.
Dels 2 establiments comercials que hi havia el 2009, 1 era una botiga de menys de 120 m² i 1 una botiga d'electrodomèstics.
L'any 2000 a Demigny hi havia 20 explotacions agrícoles que ocupaven un total de 1.050 hectàrees.

## Equipaments sanitaris i escolars
L'únic equipament sanitari que hi havia el 2009 era una farmàcia.
El 2009 hi havia una escola elemental.

## Poblacions més properes
El següent diagrama mostra les poblacions més properes.